# Supercoppa turca 2015 (pallavolo maschile)
La Supercoppa turca 2015 si è svolta il 27 ottobre 2015: al torneo hanno partecipato due squadre di club turche e la vittoria finale è andata per la terza volta consecutiva allo Halk Bankası Spor Kulübü.

## Regolamento
Le squadre hanno disputato una gara unica.

## Squadre partecipanti
| Squadra  | Qualificazione                      | Ultima partecipazione |
| -------- | ----------------------------------- | --------------------- |
| Arkas    | Vincitrice Voleybol 1. Ligi 2014-15 | Supercoppa turca 2013 |
| Halkbank | Finalista Coppa di Turchia 2014-15  | Supercoppa turca 2014 |

## Torneo
| 27 ottobre 2015 Cengiz Göllü Kapalı Spor Salonu, Bursa Durata: 1h:09 - Spettatori: 750 | Arkas | 0 - 3 | Halkbank | 17-25, 17-25, 16-25 |